# Getto w Grodzisku Mazowieckim
Getto w Grodzisku Mazowieckim, getto grodziskie – getto żydowskie, które istniało w Grodzisku Mazowieckim w latach 1940–1941, na terenie ograniczonym ulicami: Joselewicza, 11 Listopada, Piłsudskiego, Legionów i Limanowskiego.

## Historia
Getto w Grodzisku Mazowieckim utworzone zostało wraz z dniem 1 grudnia 1940 roku. 25 stycznia 1941 roku Judenrat z Grodziska otrzymał polecenie przyjęcia uchodźców z okolicznych miejscowości w tym: Brwinowa, Milanówka, Nadarzyna i Podkowy Leśnej (około 1200 osób), do grodziskiego getta zwieziono też wysiedleńców z terytorium Wielkopolski. Szacuje się, że przed likwidacją grodziskiego getta mogło w nim przebywać nawet 6 tysięcy osób. 
Grodziskie getto zlikwidowano oficjalnie w dniach 10–14 lutego 1941 roku. Mieszkańcy getta zostali wywiezieni z Grodziska Mazowieckiego do Warszawy, skąd trafili do obozów zagłady, m.in. tego w Treblince. W getcie grodziskim pozostawiono jeszcze niewielką ilość żydowskich rzemieślników, których z czasem też przesiedlono do getta warszawskiego.

## Judenrat
Niemcy powierzyli administrowanie gettem Radzie Żydowskiej (Judenrat), w skład której weszli:
- Chaim Jakubowicz — przewodniczący
- Lejba Alefrant
- Mendel Goldfarb
- Bernard Kampelmacher[5]
- Fiszel Płachta
- Wolf Szerpski
- Abram Szulmanstal
- Icek Zyman

## Warunki życia w getcie
Nasze miasteczko zostało dosłownie zamienione w dolinę łez. Ciągnęły całe sznury żydowskiej biedy. Ktoś z resztką bielizny, ktoś z porąbanymi sprzętami domowymi na rozpałkę, inni z chorym, starym ojcem albo żoną i małymi dziećmi. Panika w mieście jest nie do opisania

Warunki życia w getcie były trudne. Żydzi zmuszani byli do pracy przymusowej na rzecz okupanta, ponadto w getcie panował ścisk, rozprzestrzeniały się choroby, panował głód i brakowało żywności. Dzięki staraniom administracji getta, udało się uruchomić jadłodajnię oraz izbę starców i chorych.

## Upamiętnienie

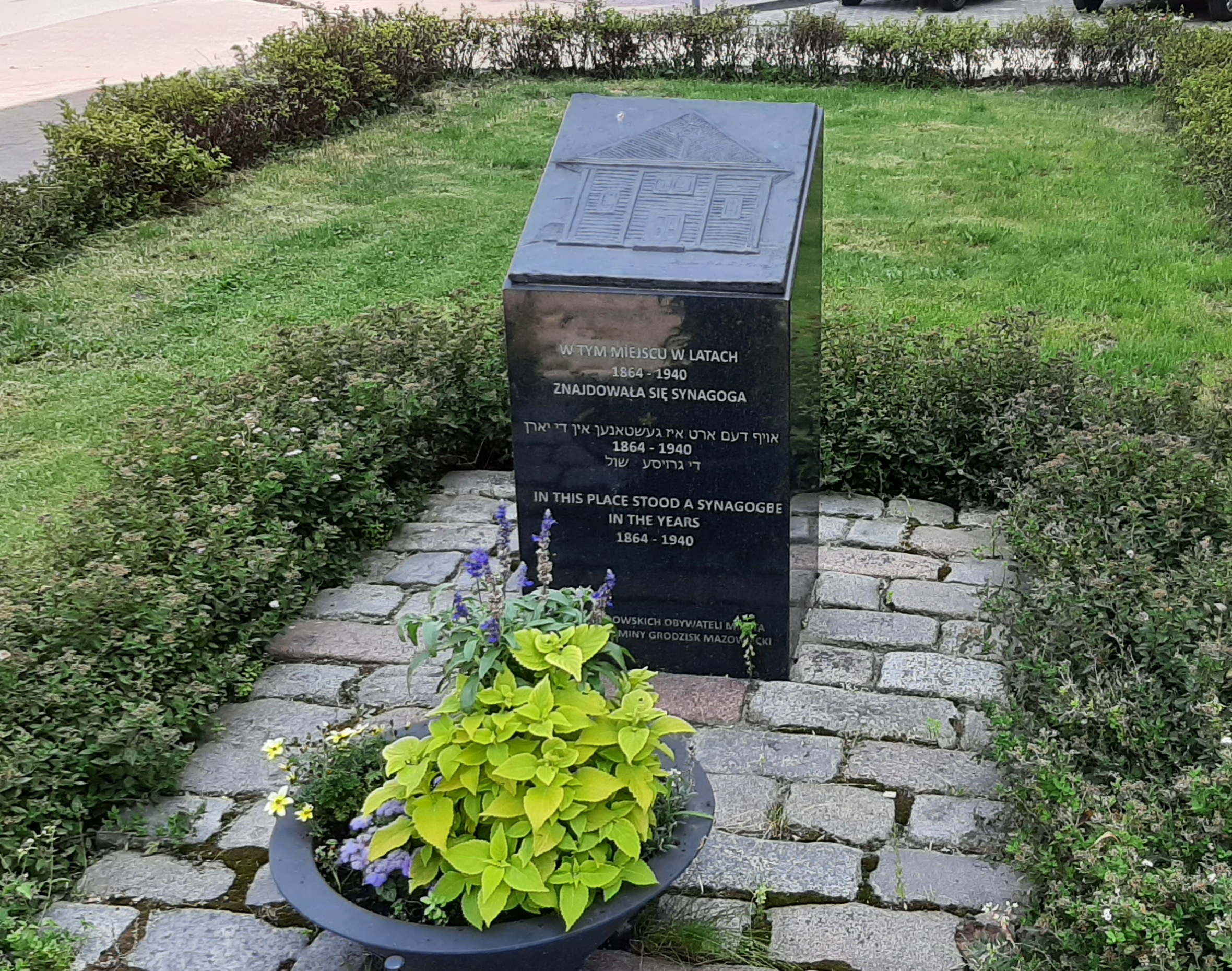
Pomnik odsłonięty w 2016 roku, w 75 rocznicę likwidacji getta

W 2013 roku, w 72 rocznicę likwidacji grodziskiego getta, odbyła się uroczystość pod tytułem „Wspomnienie o grodziskich Żydach”. W 2016 roku w 75 rocznicę likwidacji getta odsłonięto pomnik ku pamięci żydowskiej społeczności miasta.